# Herbsleben
Herbsleben är en kommun och ort i Unstrut-Hainich-Kreis i förbundslandet Thüringen i Tyskland.
Kommunen ingår i förvaltningsgemenskapen Herbsleben tillsammans med kommunen Großvargula.